# Lac Pontchartrain
Le lac Pontchartrain (prononcé [lak pɔ̃ʃaʀtʀɛ̃] et Lake Pontchartrain en anglais prononcé [ˈpɒntʃətreɪn]), ou Okwata, est un grand lac d'eau saumâtre du sud-est de la Louisiane. C'est le second plus grand lac salé des États-Unis (après le Grand Lac Salé), et le plus grand lac de Louisiane.

## Caractéristiques

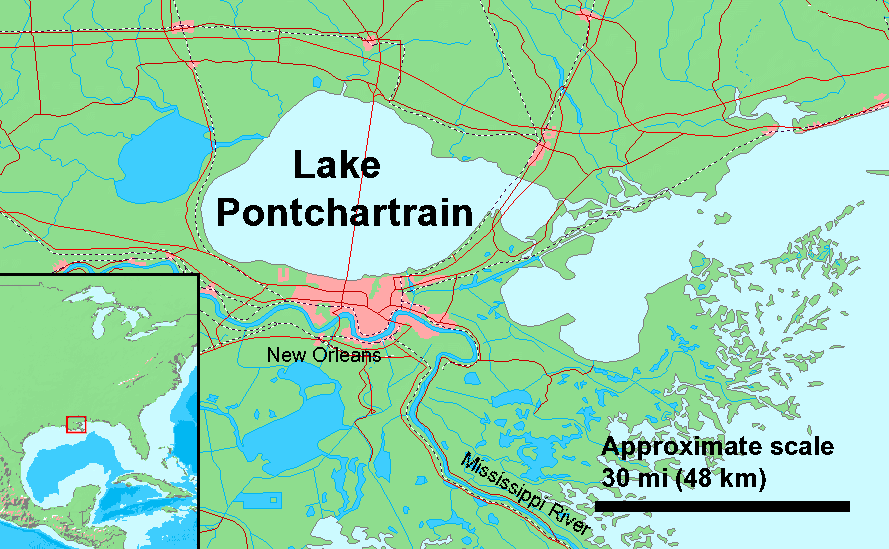
Carte du lac Pontchartrain

Le lac Pontchartrain est de forme approximativement ovale, d'une longueur d'environ 64,40 kilomètres d'est en ouest, et mesure environ 38,60 kilomètres du nord au sud. La côte sud du lac Pontchartrain forme la limite nord de la ville de La Nouvelle-Orléans, Louisiane. Sur la côte nord du lac se situent les villes de Mandeville et Madisonville ; au nord-est du lac se trouve la ville de Slidell. Le lac Maurepas est connecté avec le lac Pontchartrain à l'ouest via le passage de Manchac. À l'est, le détroit des Rigolets le connecte au lac Borgne, qui est lui-même connecté au golfe du Mexique.
Le lac est relativement vaste mais n'est pas spécialement profond, la profondeur moyenne étant comprise entre 3 et 5 mètres. Certains canaux sont plus profonds grâce au dragage pour permettre la navigation. Géologiquement, le lac est assez récent puisque les scientifiques pensent qu'il s'est formé à la suite de changements naturels dans le cours du Mississippi durant les 5 000 dernières années.

## Histoire

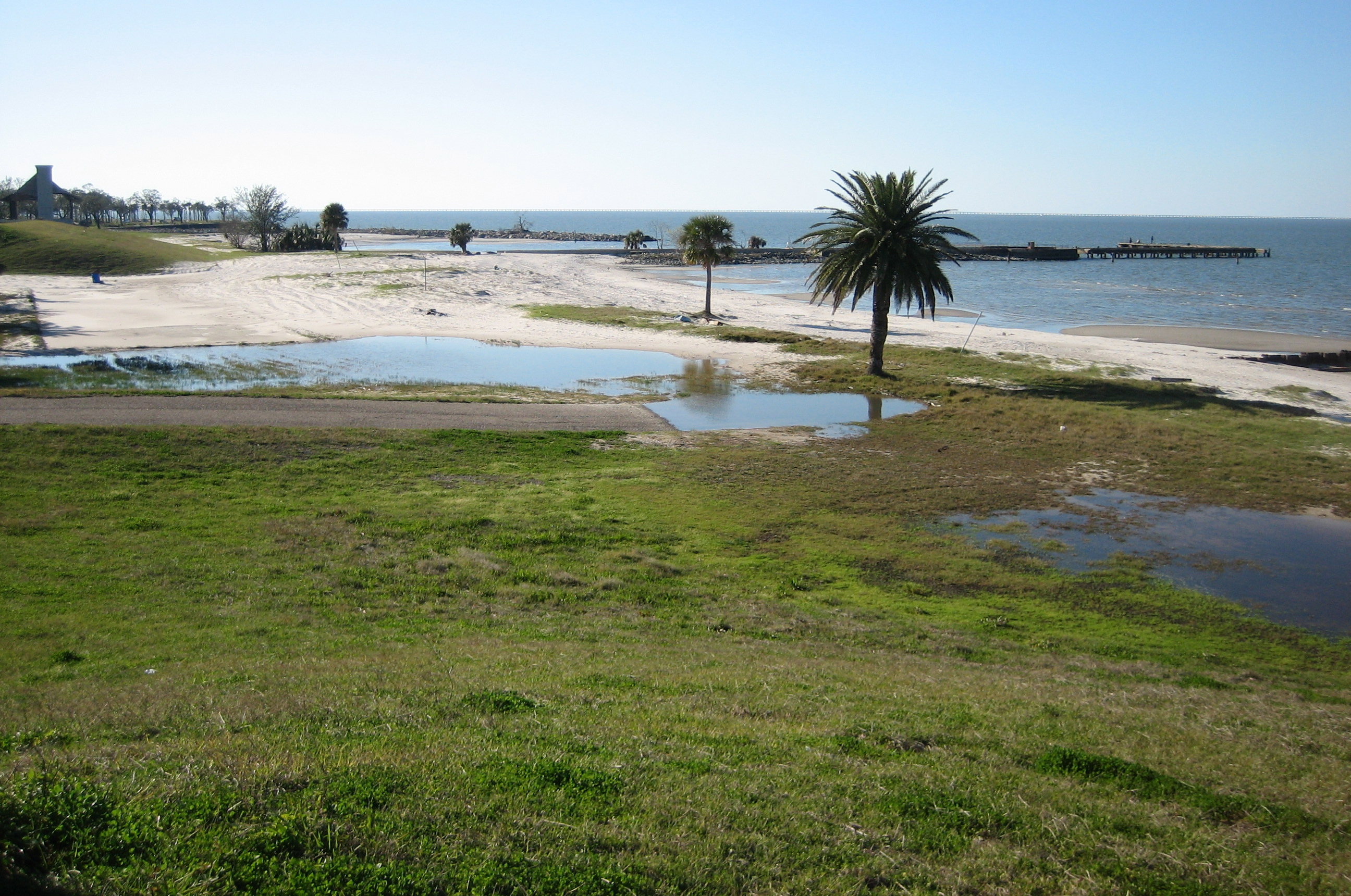
Pontchartrain Beach.

Le nom amérindien du lac était Okwata, « eau vaste ». En 1699, l'explorateur français né en Nouvelle-France, Pierre Le Moyne d'Iberville, l'a rebaptisé « Pontchartrain » du nom du ministre de la Marine de l'époque, le comte de Pontchartrain.
La Nouvelle-Orléans a été fondée à l'emplacement de l'ancien portage amérindien, entre le fleuve Mississippi et le lac Pontchartrain. Dans les années 1920, l'Industrial Canal, dans l'Est de La Nouvelle-Orléans, a été construit pour offrir une voie navigable directe, grâce à un système d'écluses, entre le fleuve et le lac.
Les deux ponts du lac Pontchartrain ont été construits, pour le premier dans les années 1950, puis le second, parallèle, dans les années 1960. Ils relient La Nouvelle-Orléans à Mandeville, traversant le lac Pontchartrain du nord au sud. Ils ont été, jusqu'en 2000, les plus longs ponts du monde, avec 38,6 kilomètres.